# کنستانتینوس استفانوپولوس
کنستانتینوس استفانوپولوس (یونانی: Κωνσταντίνος (Κωστής) Στεφανόπουλος؛ زادهٔ ۱۵ اوت ۱۹۲۶ – درگذشتهٔ ۲۰ نوامبر ۲۰۱۶) پنجمین رئیس‌جمهور یونان بود که در میان سال‌های (۱۹۹۵–۲۰۰۵) در دو دوره پنج ساله رئیس‌جمهور این کشور بوده‌است.

## زندگی‌نامه
استفانوپولوس در شهر پاترای متولد شد و در دانشکده حقوق دانشگاه آتن فارغ‌التحصیل شد. او نخستین بار در سال ۱۹۵۸ در حزب انجمن ملی طرفدار اصلاحات به مجلس یونان راه‌یافت. او سپس در حزب دموکراسی نوین در سال‌های ۱۹۷۴، ۱۹۷۷، ۱۹۸۱ و ۱۹۸۵ به مجلس یونان راه‌یافت. او در دو دوره ۱۹۸۱ و ۸۵ به عنوان سخنگوی مجلس برگزیده شد.
استفانوپولوس در انتخابات ریاست جمهوری در سال ۱۹۹۵ شرکت کرد. او در این انتخابات تحت حمایت حزب محافظه‌کار بهار سیاسی نامزد شد و در ۸ مارس ۱۹۹۵ به عنوان پنجمین رئیس‌جمهور یونان برگزیده شد. پس از پایان دوره پنج ساله این سمت، بار دیگر در ۸ فوریه ۲۰۰۰ دوباره در این سمت برگزیده شد. المپیک ۲۰۰۴ آتن در ۱۳ اوت ۲۰۰۴ با حضور او آغاز شد. دوره پنج ساله دوم ریاست جمهوری کنتستانتینوس استفانوپولوس در ۲ مارس ۲۰۰۵ پایان یافت و پس از او کارلوس پاپولیاس به عنوان ششمین رئیس‌جمهور یونان برگزیده شد. کنستانتینوس استفانوپولوس در ۲۰ نوامبر ۲۰۱۶ در سن ۹۰ سالگی درگذشت.